# Jan Novák (spisovatel)
Jan Novák (* 4. dubna 1953 Kolín) je česko-americký spisovatel, scenárista a dramatik. Jeho rodina v roce 1969 emigrovala přes Rakousko do Chicaga.

## Dílo

### Práce pro film
Jako scenárista spolupracoval s Milošem Formanem na filmu Valmont, v 90. letech napsal scénář českého snímku Báječná léta pod psa a podílel se na scénářích Šeptej a Nejasná zpráva o konci světa. V roce 2005 natočil společně se svým synem Adamem dokumentární film Občan Havel jede na dovolenou o policejním pronásledování V. Havla v roce 1985, v roce 2009 pak dokumentární film Občan Havel přikuluje z doby o deset let dříve.
V roce 2009 proběhla premiéra slovenského filmu Nedodržený slib podle jeho scénáře.

### Rozhlasové zpracování
Román Miliónový jeep byl v roce 1990 zpracován v Československém rozhlasu jako třináctidílná četba na pokračování. Z překladu Jaroslava Kořána připravila Marie Kamenová. V režii Zdeňka Kozáka četl František Derfler.
V roce 2005 Český rozhlas natočil dvacetidílné čtení na pokračování biografického románu Zatím dobrý o osudu bratří Mašínů a jejich skupiny. V překladu Petry Žallmannové a v režii Ivana Chrze knihu načetl Jiří Ornest.
V roce 2007 pak rozhlas připravil jako dvanáctidílnou četbu na pokračování knihu Děda, která vypráví příběh autorova dědečka, středočeského zemědělce čelícího zvůli komunistické moci. Program připravila Jiřina Zachová a text načetl Michal Pavlata.

## Ocenění díla
V roce 2007 obdržel Cenu Josefa Škvoreckého za román Děda.
V roce 2024 obdržel Cenu Egona Erwina Kische za knihu Rozehraný život.